# Arca del vescovo Battista Bagarotto

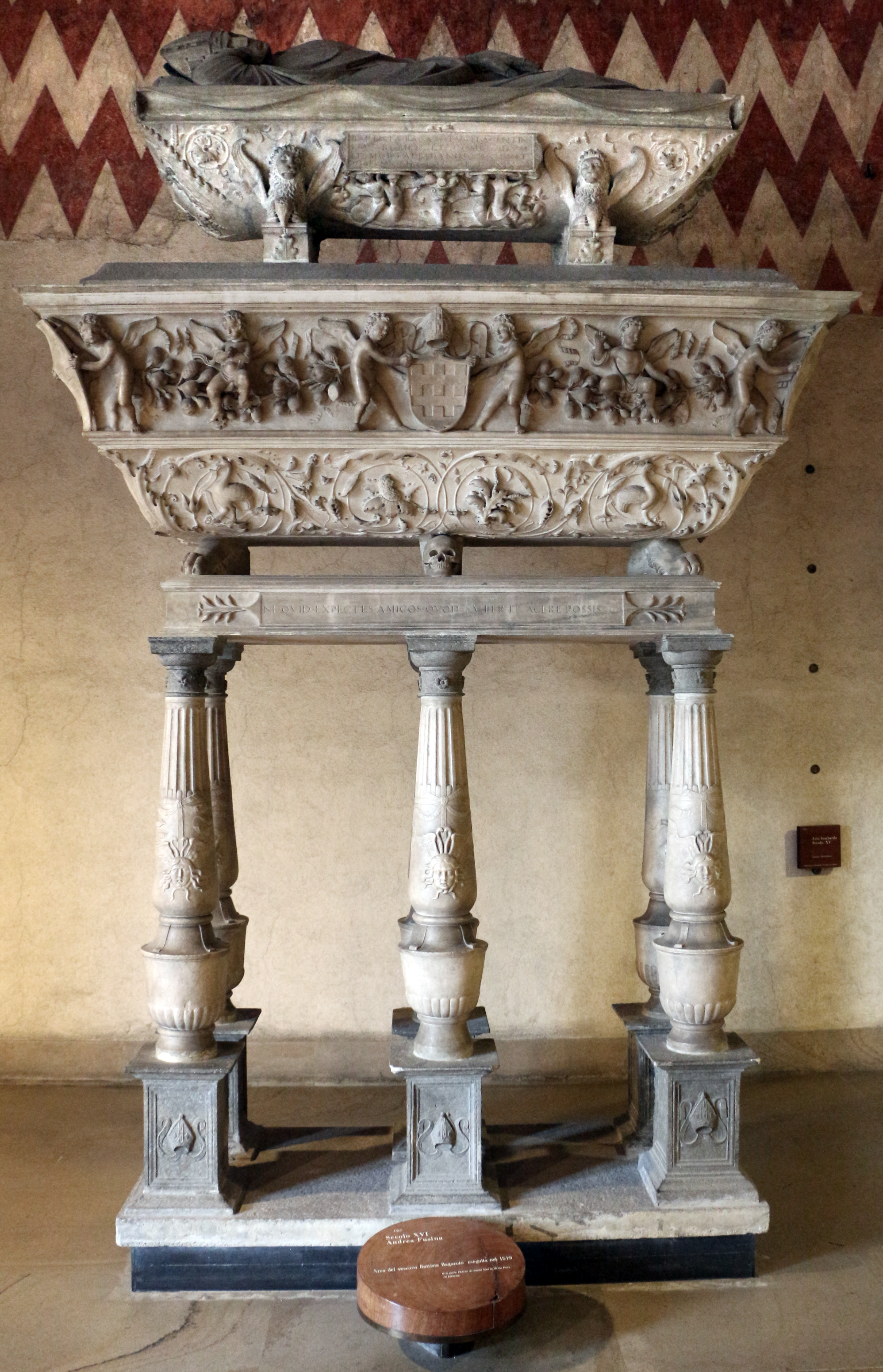
Monumento funebre del Bagarotto

L'arca del vescovo Battista Bagarotto è un monumento sepolcrale realizzato dallo scultore Andrea Fusina e conservato al museo d'arte antica di Milano.

## Storia e descrizione
Il monumento, realizzato dallo scultore lombardo Andrea Fusina, fu realizzato per Battista Bagarotto, vescovo di Bobbio dal 1500 al 1519: nel suo ultimo periodo di vita fu ospitato presso la chiesa di Santa Maria della Pace a Milano, dove si fece costruire una cappella ornata con un'arca funebre. L'arca fu quindi dapprima trasportata presso l'accademia di Brera ed infine presso le raccolte d'arte del museo d'arte antica. L'arca è retta da un piedistallo da quale partono sei colonne a candelabro che reggono un architrave recante la seguente iscrizione:
Al di sopra dell'architrave vi è quindi l'urna maggiore del complesso, ornata con rilievi di trame floreali, putti e lo stemma della casata. Sopra di questa, vi è la rappresentazione del feretro del vescovo retta da due leoni alati, con una targa recante scritto: 
Secondo alcune ipotesi lo stile di alcuni particolari dell'opera suggerirebbero l'aiuto di un giovane Agostino Busti detto il Bambaja.